# Emilie Milčicová
Emilie Milčicová – Milka (7. června 1889 – 27. prosince 1969) byla spoluzakladatelkou českého dívčího skautingu, v letech 1919–1938 náčelní Svazu junáků – skautů a skautek republiky československé.
Byla propagátorkou emancipace dívek v rámci skautského hnutí, působila ve vzdělávání skautských vedoucích na lesních školách. V šedesátých letech byla zvolena čestnou náčelní Junáka a vyznamenána nejvyšším vyznamenáním pro české skautky, Řádem stříbrného trojlístku.

## Život skautky
Emilie Milčicová – Mildshützová se narodila v roce 1889. Do roku 1918 se podepisovala německy, tedy „Mildshützová“ a lze se setkat i s přepisem „Müldschicová“. V příručce dívčího skautingu je uváděna vždy jako Milčicová, český přepis příjmení je nejznámější a také nejužívanější.
O dětství Emilie nejsou známy žádné informace. První zmínku lze nalézt na lyceu v Holešovicích, v Praze, kde působila jako profesorka tělocviku. Učila zde také Dr. Anna Berkovcová a Dr. Alice Masaryková. Žákyněmi lycea byly v té době Vlasta Štěpánová, Vlasta Albrechtová, Maryna Hudcová, Lidka Saumanová a další dívky, jejichž jména byla spojována s dívčím skautingem. Byly vychovávány jako moderní ženy, zajímající se o ženskou emancipaci, studium, a výchovu k samostatnosti.

### Dívčí skautské družiny
Spolek Junák – Český skaut (JČS) byl zaregistrován místodržitelstvím 30. května 1914, jeho činnost byla postavena na Svojsíkově knize „Základy junáctví“. Postupně vznikla výchovná a vzdělávací soustava pro chlapce s využitím i mezinárodních zkušeností (např. Anglie). Dívčí skauting začala propagovat spisovatelka Popelka Biliánová uplatňováním některých prvků skautingu na prázdninových osadách pro dívky již v roce 1912. První dívčí skautská družina Sasanky byla založena v roce 1915 Vlastou Štěpánovou a Annou Berkovcovou. Konání prvního dívčího tábora a vznik Odboru pro dívčí výchovu skautskou při Junáku je pokládáno za počátek činnosti českého dívčího skautingu. Odbor pro dívčí výchovu skautskou byl v únoru 1918 změněn na Samostatný ženský odbor JČS, předsedkyní byla Bronislava Herbenová.
Emilie Milčicová patřila mezi příznivkyně skautingu. Od počátku roku 1915 se účastnila schůzek, na kterých se řešila „Skautská výchova dívčí“ – byla členkou komité. Ještě v době prvního dívčího tábora byla „pouze“ přítelkyní družiny Sasanek. Podnikala s dívkami vycházky i výlety se skautským výcvikem.  Emilie, která používala skautskou přezdívku Milka, přivedla na jaře roku 1916 do první družiny Sasanek, ve které bylo šest dívek, družinu Vlčích máků a po připojení skautek „Lidového abstinetního svazu“ byl založen druhý dívčí oddíl. V témže roce, na podzim udělala vůdcovskou zkoušku, spolu se studentkou Štěpánovou a učitelkou Foučkovou. Jejich oddíly byly následně prohlášeny za samostatné a vznikl oficiálně dívčí skauting.

### Náčelní dívčího kmene
V Praze byl 7. června 1919, po skončení II. světové války, ustaven Svaz junáků – skautů republiky československé a Emilie Milčicová byla zvolena náčelní dívčího kmene. V této funkci působila do roku 1938, potom se stala čestnou náčelní.
V roce 1922 napsala spolu s Bronislavou Herbenovou knihu Příručka dívčího skautingu.
V červenci 1924 se zúčastnila společně s šesti českými delegátkami Mezinárodního dívčího skautského sjezdu ve Foxlease v Anglii a přednesla odborný referát o tělesné výchově především o denních cvicích skautek.
Základem její práce od roku 1926 se staly Dívčí lesní školy. Snažila se „emancipovat“ dívky, ale odmítala představu, že emancipace je chápána jako kopírování mužů. Učila skautky a požadovala, aby uměly všechny táborové práce, ale zároveň aby zůstaly ženami.

### Milka – „sestra první náčelní“
Emilie Milčicová se nikdy nevdala. Za osobní obětavost a zodpovědnost obdržela 22. září 1969 nejvyšší vyznamenání skautek Řád stříbrného trojlístku. Zemřela 27. prosince 1969 jako „sestra první náčelní.“
Vlasta Macková, česká skautka, v letech 1968–1970 a 1989–1992 náčelní Junáka: „Těžko hledat slova, která by prostě dovedla vyjádřit prvky, z nichž se skládala její osobnost. Opravdovost, obětavost do krajnosti, smysl pro zodpovědnost, hluboké vědomosti a nade vše velká láska k lidem, to vše dohromady byla sestra Milka.“